# Баяндур (станция)
Баяндур — железнодорожная станция Южно-Кавказской железной дороги. Расположена к в 12 километрах к югу от Гюмри.

## История
Станция открыта в 1902 году в составе пускового участка Гюмри — Ереван. В 1966 году станция электрифицирована при электрификации участка Гюмри — Ани, запущено движение пригородных электропоездов.

## Описание
Станция состоит из 4 путей, из которых активно для пропуска поездов используются два крайних, а два средних для отстоя грузовых составов. Рядом с крайним западным путём расположена пассажирская посадочная платформа для остановки электропоездов. Ранее рядом с крайним восточным путём имелся обходной путь, ныне разобранный. У посадочной платформы расположено здание ДС (вокзал).

## Деятельность
Так как станция расположена на однопутной линии, то по ней производится скрещивание встречных поездов, а также остановка пригородных электропоездов, продажа билетов на них. Пассажирские поезда дальнего следования не останавливаются.